# 太原武宿国际机场
太原武宿国际机场位于中华人民共和国山西省太原市小店区，为国内省会级、干线机场，是北京首都国际机场和北京大兴国际机场的备降机场、山西省最大的航空口岸，场区占地面积为8831亩。飞行区等级指标为4E级，可起降B747机型，同时满足F类A380备降需要。跑道长3600米，宽度75米，站坪34万平方米，机位60个，共有2座航站楼，楼面积为8.08万平方米，航站楼之间通过联廊连接，主体风格一致。货运楼建设扩建收尾工程也已于2010年上半年竣工。
T3航站樓預計建成後面積為40萬平方千米，於2021年開工，2025年左右建成。預計2027年啟用
太原武宿国际机场目前共有3家驻地航空公司（中国东方航空山西分公司、海南航空控股股份有限公司太原营运基地和昆明航空有限公司）有15家航空公司经营国内航线，国内省会城市除西安，石家庄外已全部实现通航。此外，太原武宿国际机场的国际及地区航线不断增长，已开通前往香港，澳门，台北，日韩等地的定期航线以及包机航线。
2024年，累计开通航线145条，通航城市86个，国际及地区航线11条，通航城市11个。

## 发展历史

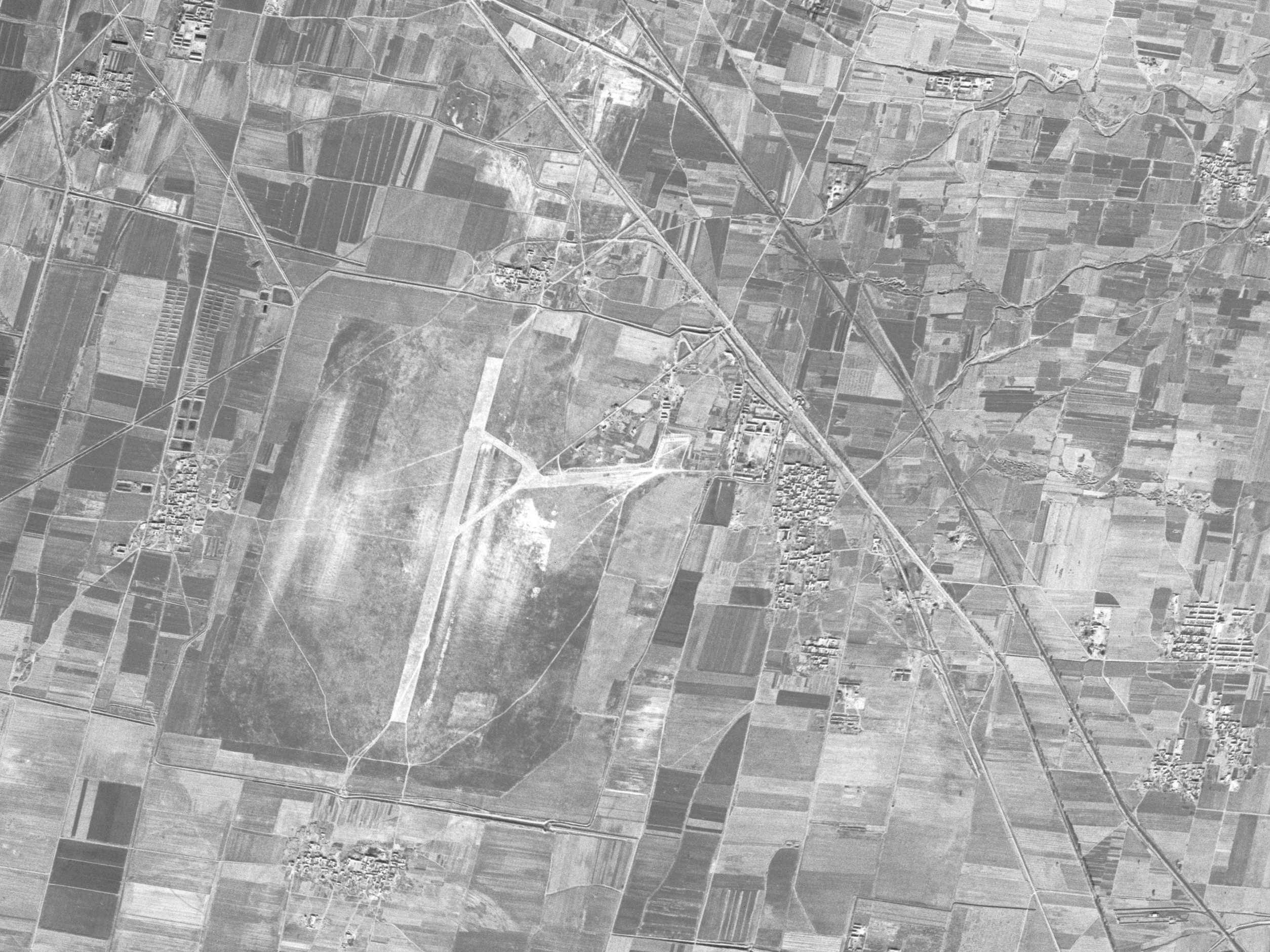
1968年的太原机场卫星图，当时跑道仍为南北走向而非与太榆路大致平行

太原武宿机场始建于1939年，最初只有一条由侵华日军修建的1000米长、80米宽南北走向跑道，为土质道面，后改为水泥道面，1945年日本投降后山西省政府在跑道两端各增加300米长的水泥道面，使得机场可起降C-46運輸機:663，阎锡山此后决定在武宿机场开办民用航空业务，直至1948年10月12日武宿机场在小店战斗中被华北野战军占领，民航业务停办，阎锡山又在太原市南郊修建了亲贤机场:515。
1949年4月太原戰役后，武宿机场由中国人民解放军华北军区空军接管，1952年翻修跑道、滑行道，1959年12月9日拨交民航使用:663。
至于20世纪50年代的太原民航站，1950年由中苏民航设立时仍在1923年由阎锡山开辟的城北机场（现尖草坪区光社村一带），1951年因临近太钢而迁至城南的亲贤机场（今小店区并州南路一带）:515-516，城北机场也随之关闭废弃:574。
1969年2月，时任国务院总理周恩来批准对武宿机场进行改扩建:575。同年11月，武宿机场产权划归中国民用航空总局，由民航山西省管理局管理使用。1970年4月1日，武宿机场开始扩建，总投资2742.1万元人民币，原南北向跑道在扩建工程中被废弃:575，另建一条与太榆路大致平行，长2500米、宽45米的东南-西北向跑道和一条长2260米、宽18米的同向滑行道:663，1970年10月1日试航，此后多次成功试降伊尔-62客机，1971年7月1日正式通航:576，民航山西省管理局也正式由亲贤机场迁至改建后的武宿机场，亲贤机场于1975年被废弃:575，但依托亲贤机场建立的太原航空仪表公司（221厂）仍在亲贤机场原址存续至今。1984年，武宿机场候机室增建新大厅:663。
1992年，中国民用航空总局与山西省人民政府决定再次对武宿机场进行改扩建，将武宿机场候机楼工程列为山西省“八五”期间重点工程项目，航站区由山西省投资建设，飞行区则由中国民航总局投资建设:576。1993年，国务院批准开放太原武宿机场航空口岸。航站区扩建工程同年3月3日开工，1994年9月30日建成建筑面积25800平方米的候机楼，同时建设的进场路也直接与太旧高速公路相通。1995年2月21日启用候机楼，1996年6月25日启用国际厅:577。长3200米、宽45米的新建跑道1994年6月1日开工，1995年11月30日完工，1996年1月21日投入试运行，原跑道改为平行滑行道，1996年9月28日完成滑行道改造。此番改扩建后，武宿机场飞行区等级为4D，可满足波音747-400型机的备降要求:576。1996年12月25日，武宿机场改扩建工程通过验收:665。
2006年3月26日，太原机场改扩建工程正式开工建设，总投资15.7亿元，设计目标年为2015年，年设计旅客吞吐量600万人次，建设内容包括：新建一座航站楼，建筑面积5.5万平方米；将原有跑道及滑行道延长400米至3600米，并加宽跑道及滑行道道肩，使飞行区等级指标由4D级升到4E级，满足空中客车A380飞机备降要求；新建站坪21万平方米，增加机位18个，其中近机位12个，远机位6个。经过2007年的扩建，航站楼面积为8.08万平方米。
2007年，中国民用航空总局批准“太原武宿机场”更名为“太原武宿国际机场”。
2008年，太原武宿国际机场航空货运楼开工建设，建成后将包括货运大楼、业务办公楼、员工宿舍、特种车库等功能区。
2008年9月1日，2号航站楼投入使用。
2014年1月1日，改造后的1号航站楼投入使用。
2020年3月以来，新型冠状病毒肺炎疫情缓和后，在防控境外输入型病例期间，为缓解防疫压力，进入北京和上海的部分国际航班将分流至太原机场、天津机场等多地机场。
2021年9月7日，国家发改委现已正式下发《关于太原武宿国际机场三期改扩建工程项目建议书的批复》，标志着太原武宿国际机场三期扩建工程获得立项批复。
2021年底，太原机场三期改扩建工程正式启动。项目新建工程可分为三大建设分区，分别是航站区、场前交通和空侧飞行区。其中航站区主要包括T3航站楼、T3航站楼室外工程和综合交通换乘中心等工程。本期工程将新建40万平方米的T3航站楼、长3600米、宽45米的第二跑道、127个机位的机坪、5万平方米的综合交通中心、13万平方米的停车楼以及货运、航食、机务维修、辅助生产用房等，建设供电、给排水、供热制冷等公用配套设施，配套建设空管、供油工程。

## 机场设施

### 航站楼
太原武宿国际机场共有两座航站楼，1号航站楼（T1）位于2号航站楼（T2）西侧，两楼呈45度角，通过两条连廊相接。航站楼的建筑风格基本一致，整体布局由多个三角形组成，多片三角形屋面交错起伏，犹如一架展翅欲飞的三角翼飞行器。
设计理念一是多处使用数字“三”，意为传承三晋历史文脉；二是运用“三角翼飞行器”的形象，突出了航空业特点。

#### 1号航站楼
1号航站楼始建于1992年，1995年竣工并试运行，设计年旅客吞吐量194万人次。2008年，随着2号航站楼启用，原用T1停止使用，并于2009年3月启动升级改造工程；2011年3月完工。
改造后1号航站楼建筑面积增加到26493平方米，约是2号航站楼的二分之一，整体建筑由多个三角形组成，为了传承三晋历史文脉，1号航站楼改造设计中多处使用数字“三”。1号航站楼和2号航改造后航站楼设置值机柜台22个，旅客安检通道8条，行李提取转盘3套，廊桥机位6个，可供波音737/757/767、空中客车A320等D类以内的机型停靠，正式启用后，将承担太原机场年吞吐量30%左右的保障任务。
2014年1月1日起，中国国际航空，四川航空，山东航空，深圳航空，祥鹏航空；幸福航空，西部航空，昆明航空，西藏航空，大连航空使用1号航站楼。

#### 2号航站楼
2号航站楼位于1号航站楼的东南侧，分为国际部分和国内部分，其中国内部分主体向西延伸，通过连廊与1号航站楼连接。航站楼总建筑面积为5.5万平方米，其中国际厅面积为1.8万平方米。航站楼以“起飞·三晋”为建筑主题，采用现代大跨桁架结构，柱网布局，充分利用屋面的交错形成采光侧窗，通过天窗解决通风问题，体现节能、环保的理念，在主楼与指廊间布置了三个极富山西特色的内院。航站楼建筑为两层半式结构，一层为到达层，主要有到港迎客厅、到港行李提取厅、行李分检厅、贵宾用房、远机位候机厅等；二层为出发大厅，主要有迎送区、值机区、安检区、商业区等；夹层为旅客到港通道和中转厅。配套新建停车场4.6万平方米，使航站楼前停车场总面积达6.5万平方米，可同时停放车辆1650辆。
2号航站楼按满足2015年旅客吞吐量600万人次、飞机起降7.1万架次、高峰小时旅客吞吐量2301人次需要设计，拥有值机柜台36个、安检通道13条、行李处理系统3套、近机位12个、远机位6个、采用剪刀式分层登机廊桥。
2008年9月1日到9月5日，所有航班分3批完成从1号航站到2号航站楼的转场工作。
2014年1月1日，1号航站楼重新启用后，东方航空、南方航空、海南航空、厦门航空、吉祥航空、上海航空、首都航空、天津航空及国际（地区）航线将继续保留在2号航站楼运营。

#### 3号航站楼
于2021年开工建设。太原机场改扩建工程预计工期4年。

### 货运区
新建货运楼位于1号航站楼西北侧，南侧与货机坪相连，总投资约3060万元，总用地11.5公顷，总建筑面积12417平方米。货运大楼为主体一层，局部二层建筑，南北布置，包括营业大厅、货库区、办公区、宿舍区和车库区五个分区。

### 航空管制
| TAIYUAN | 118.25 MHz,124.35 MHz |

### 航空保安無線設施
| 局名    | 種類 | 周波数    | 識別信号 |
| TAIYUAN | VOR  | 113.1 MHz | TYN      |
| TAIYUAN | DME  |           | TYN      |

## 航点

### 境內航线
| 航空公司           | 目的地 |
| ------------------ | --- |
| 中国东方航空（MU） | 北京/大兴、成都/天府、重庆、大同、广州、贵阳、海口、杭州、呼和浩特、乌鲁木齐、昆明、兰州、南昌、南京、青岛、三亚、上海/浦东、深圳、温州、无锡、武汉、徐州、烟台、长春、西双版纳（經停昆明） |
| 海南航空（HU）     | 重庆、大连、广州、贵阳、桂林、海口、杭州、合肥、昆明、南昌、南京、宁波、上海/浦东、上海/虹桥、深圳、沈阳、乌海、长沙、连云港                                                                |
| 四川航空（3U）     | 成都/双流、成都/天府、重庆、大同、哈尔滨、海口、杭州、昆明、日照、三亚、沈阳、长春 |
| 山东航空（SC）     | 重庆、福州、贵阳、哈尔滨、绵阳、青岛、厦门、乌鲁木齐、银川、长春、包頭 |
| 中国南方航空（CZ） | 广州、乌鲁木齐、桂林、哈尔滨、南昌、南宁、烟台、西宁、长沙、珠海 |
| 中国国际航空（CA） | 北京/首都、成都/天府、大连、海口、杭州、天津、西宁 |
| 深圳航空（ZH）     | 成都/天府、 南京、深圳、乌鲁木齐、克拉玛依(季节性)、无锡 |
| 华夏航空（G5）     | 南昌、包头、桂林、宜宾、长治、成都/天府（经停包头） |
| 祥鹏航空（8L）     | 大同、呼和浩特、昆明、营口 |
| 成都航空（EU）     | 大连、合肥、沈阳、東營-威海 |
| 长龙航空（GJ）     | 恩施、杭州、淮安、济宁、兰州、遵义 |
| 福州航空（FU）     | 福州、哈尔滨、南宁、福州（经停南通） |
| 厦门航空（MF）     | 福州、杭州、厦门、武汉 |
| 昆明航空（KY）     | 贵阳、海口、南京、厦门、长沙 |
| 西藏航空（TV）     | 成都/双流、兰州、烟台、拉萨（經停泸州） |
| 瑞丽航空（DR）     | 呼和浩特、昆明、西双版纳 |
| 首都航空（JD）     | 桂林、丽江、三亚 |
| 北部湾航空（GX）   | 吕梁、绵阳 |
| 江西航空（RY）     | 南昌、银川 |
| 春秋航空（9C）     | 上海/浦东 |
| 吉祥航空（HO）     | 上海/虹桥 |
| 上海航空（FM）     | 上海/虹桥 |
| 幸福航空（JR）     | 鄂尔多斯 |
| 中国西部航空（PN） | 重庆 |
| 奥凯航空（BK）     | 沈阳 |
| 九元航空（AQ）     | 西双版纳（經停衡阳） |

### 港澳台/國際航线
| 航空公司           | 目的地                                                           |
| ------------------ | ---------------------------------------------------------------- |
| 中国东方航空（MU） | 香港、名古屋/中部（經停煙台）、曼谷/素万那普、新加坡（经停三亚） |
| 北星航空（Y7）     | 莫斯科/多莫杰多沃（包機）                                        |

### 货运航线
| 航空公司         | 目的地                    |
| ---------------- | ------------------------- |
| 中国南方航空货运 | 美洲：旧金山              |
| 天津航空         | 欧洲：布鲁塞尔            |
| 顺丰航空         | 杭州 、鄂尔多斯-太原-杭州 |
| 首都航空         | 欧洲：马德里、伦敦        |

## 机场交通

### 轨道交通
- 太原地铁
  -   太原地铁1号线 武宿1号2号航站楼站，未来延伸至武宿3号航站楼站。

### 机场巴士
- 1号线：五一广场——机场
  - 行驶线路：机场——太榆路——坞城路——并州路——五一广场(火车站)，沿途设有太原南站、山西大学、长风街东口、建南汽车站路口、大营盘、煤炭宾馆、五一广场(火车站)等站点
  - 票价：¥16/人
- 2号线：西客站—机场（中途不停车）
  - 行驶线路： 机场——东中环——南中环——西中环——西客站。
  - 乘车地点：西客站（南寒大石头旁）
  - 票价：¥25/人
- 3号线：太原南站——机场（中途不停车）
  - 票价：¥5/人
- 4号线：东客站——机场（中途不停车）
  - 票价：¥25/人[22]

### 公共汽车
- 201：太原火车站-机场航站楼
  - 营运时间：06:00-20:00，票价¥2，刷卡¥1（成人卡）或¥0.5（学生卡）全程时间约60分钟。
  - 公交路线(火车站—机场航站楼)：火车站-广场-并州北路青年东街口-并州北路并州东街口-山西报社-并州北路南沙河桥口-并州南路新寇庄北街口-并州南路狄村街西口-建南汽车站-建设南路狄村街口-建设南路亲贤北街口-太榆路长风街口-太榆路坞城东街口-太榆路学府街口-太榆路许坦东街口-火车南站(太榆路)-太榆路荣军北街口-太榆路荣军南街口-太榆路龙城街口-新营-机场生活区-机场航站楼
  - 公交路线(机场航站楼—火车站)：机场航站楼-机场集团公司-机场生活区-新营招呼站-太榆路龙城街口-太榆路荣军南街口-太榆路荣军北街口-火车南站(太榆路)-太榆路许坦东街口-太榆路学府街口-太榆路坞城东街口-建设南路长风街口-建设南路亲贤北街口-建设南路狄村街口-建南汽车站-并州南路狄村街口-并州南路新寇庄北街口-并州北路南沙河桥口-山西报社-并州北路并州东街口-并州北路青年东街口-广场-火车站[23]

- G4：南中环地铁站（南中环长治路口）-机场航站楼
  - 营运时间：6:30-20:30
  - 公交路线：南中环地铁站（南中环长治路口）、火车南站、机场航站楼

### 的士
太原的士起步价¥8，3公里，超过3公里后每公里¥1.6；21：00—5：00为¥8.6，3公里超过3公里后每公里¥1.8。市区往返机场的士收费大约¥50。

## 统计

### 客流量
| 年份 | 客运       | 客运     | 排名 | 排名 | 货运     | 货运     | 起降架次 | 起降架次 |
| 年份 | 数量       | 增长     | 国内 | 国际 | 吨位     | 增长     | 数量     | 增长     |
| ---- | ---------- | -------- | ---- | ---- | -------- | -------- | -------- | -------- |
| 2000 | 460,824    | ▲ %      | 41   | -    | 38,902.9 | ▲ %      | 11,323   | ▲ %      |
| 2001 | 580,634    | ▲ 26.0%  | 40   | -    | 51,168.8 | ▲ 31.5%  | 16,037   | ▲ 41.6%  |
| 2002 | 817,668    | ▲ 40.8%  | 34   | -    | 38,015.6 | ▼ -25.7% | 17,594   | ▲ 9.7%   |
| 2003 | 1,032,959  | ▲ 26.3%  | 33   | -    | 37,226.7 | ▼ -2.1%  | 19,799   | ▲ 12.5%  |
| 2004 | 1,680,127  | ▲ 62.7%  | 30   | -    | 28,085.7 | ▼ -24.6% | 21,712   | ▲ 9.7%   |
| 2005 | 2,240,291  | ▲ 33.3%  | 30   | -    | 29,758.6 | ▲ 6.0%   | 31,761   | ▲ 46.3%  |
| 2006 | 2,843,482  | ▲ 26.9%  | 29   | -    | 27,889.0 | ▼ -6.3%  | 38,356   | ▲ 20.8%  |
| 2007 | 3,613,308  | ▲ 27.1%  | 28   | -    | 27,909.3 | ▲ 0.1%   | 43,061   | ▲ 12.3%  |
| 2008 | 4,312,910  | ▲ 19.4%  | 27   | -    | 31,511.4 | ▲ 13.0%  | 47,909   | ▲ 11.3%  |
| 2009 | 4,632,179  | ▲ 7.4%   | 29   | -    | 34,495.7 | ▲ 9.5%   | 52,236   | ▲ 9.0%   |
| 2010 | 5,252,783  | ▲ 13.4%  | 30   | -    | 41,227.3 | ▲ 19.5%  | 57,525   | ▲ 10.1%  |
| 2011 | 5,876,005  | ▲ 11.9%  | 28   | -    | 39,702.7 | ▼ -3.7%  | 62,746   | ▲ 9.1%   |
| 2012 | 6,813,265  | ▲ 16.0%  | 28   | -    | 42,259   | ▲ 6.4%   | 68,789   | ▲ 9.6%   |
| 2013 | 7,803,574  | ▲ 14.5%  | 28   | -    | 44,354.4 | ▲ 5.0%   | 76,546   | ▲ 11.3%  |
| 2014 | 7,931,902  | ▲ 1.6%   | 28   | -    | 44,863.9 | ▲ 1.1%   | 73,211   | ▼ -4.4%  |
| 2015 | 8,842,987  | ▲ 11.5%  | 28   | -    | 45,463.6 | ▲ 1.3%   | 79,376   | ▲ 8.4%   |
| 2016 | 9,847,840  | ▲ 11.4%  | 29   | -    | 49,103.8 | ▲ 8.0%   | 82,641   | ▲ 4.1%   |
| 2017 | 12,401,086 | ▲ 25.9%  | 29   | -    | 48,428.4 | ▼ -1.4%  | 101,076  | ▲ 22.3%  |
| 2018 | 13,588,423 | ▲ 9.6%   | 29   | -    | 53,402.1 | ▲ 10.3%  | 107,930  | ▲ 6.8%   |
| 2019 | 14,002,582 | ▲ 3.0%   | 29   | -    | 57,626.0 | ▲ 7.9%   | 108,275  | ▲ 0.3%   |
| 2020 | 9,013,205  | ▼ -35.6% | 30   | -    | 50,788.1 | ▼ -11.9% | 79,299   | ▼ -26.8% |
| 2021 | 9,995,334  | ▲ 10.9%  | 30   | -    | 55,646.9 | ▲ 1.4%   | 88,951   | ▲ 12.2%  |
| 2022 | 5,526,997  | ▼ -44.7  | 36   | -    | 40,068.4 | ▼ -28.0  | 54,958   | ▼ -38.2% |
| 2023 | 12,796,462 | ▲ 131.5  | 33   | -    | 50,594.8 | ▲ 26.3   | 102,372  | ▲ 86.3%  |
| 2024 | 14,775,147 | ▲ 15.5%  | 31   | -    | 61,955.8 | ▲ 22.5%  | 111,270  | ▲ 8.7%   |

- 2003年旅客吞吐量突破100万人次，跨入国内繁忙机场的行列[24]。

- 2005年旅客吞吐量突破200万人次，达到212万人次，提前6年达到原规划的2010年的保障能力[25]。

- 2013年旅客吞吐量780.3574万人次，同比增长14.54%；完成货邮吞吐量44354.3吨，同比增长4.96%。旅客吞吐量在全国机场中排名28。

- 2016年旅客吞吐量984.7840万人次，同比增长11.4%，排名29[26]。

- 2017年旅客吞吐量1240.1086万人次，同比增长25.9%，正式跨入全国大型繁忙机场行列。

- 2018年旅客吞吐量1358.8423万人次，同比增长9.57%。

- 2019年旅客吞吐量1400.26万人次。

- 2020年旅客吞吐量901.32万人次，同比增长-35.6%；完成起降架次79299架，全国排30位；货邮吞吐量50788.1吨，同比增长-11.9%。
- 2021年旅客吞吐量999.53万人次，同比增长10.9%。
- 2022年旅客吞吐量552.68万人次，同比增长-44.7%。
- 2023年旅客吞吐量1279.64万人次，同比增长131.5%。

请参阅源Wikidata查询.